# Кандела (Италия)
 Тази статия е за градчето в Южна Италия.  За единицата за измерване на светлината вижте Кандела.  
Кандѐла (на италиански: Candela, на местен диалект Cannèla, Канела) е малко градче и община в Южна Италия, провинция Фоджа, регион Пулия. Разположено е на 499 m надморска височина. Населението на общината е 2741 души (към 2011 г.).